# Línea Bus Turístico (Interurbanos Lérida)

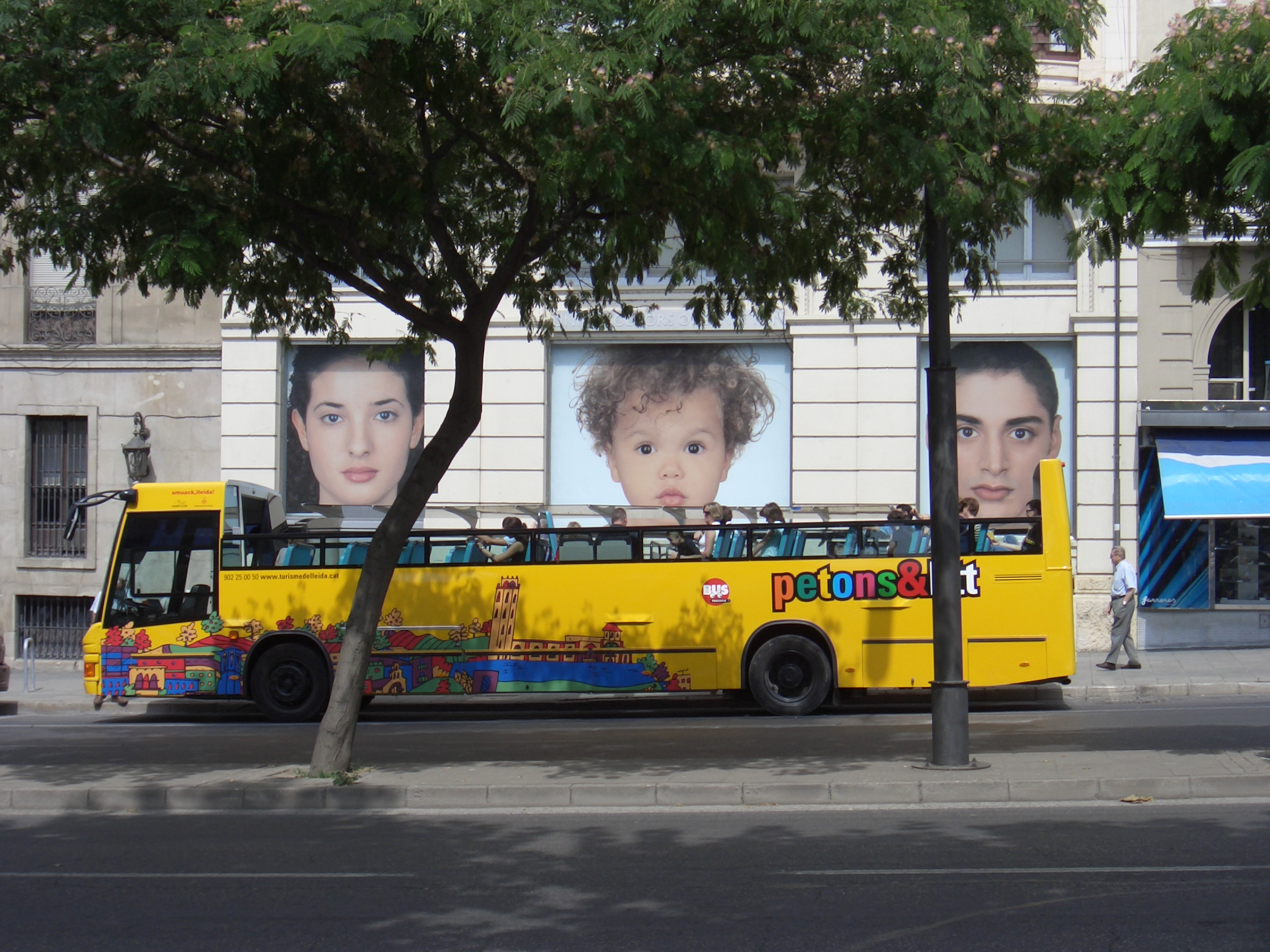
Bus turístico frente a La Paeria.

El Bus Turístico de la red de autobuses interurbanos de Lérida hace una visita turística por toda la ciudad.

## Horarios/frecuencias
| Junio y 1 -10 Octubre (Sábados y Domingos) |                  |
| 11 h 18 h                                  |                  |
| 12 h 19 h                                  |                  |
| 20 h                                       |                  |
| Julio, Agosto y Septiembre                 |                  |
| de Domingo a Jueves                        | Viernes y Sábado |
| 10 h 18 h                                  | 10 h 18 h        |
| 11 h 19 h                                  | 11 h 19 h        |
| 12 h 20 h                                  | 12 h 20 h        |
|                                            | 21 h             |
|                                            | 22 h             |

## Recorrido
Inicia su recorrido en (Paeria/Pont Vell 1) 1 2 3 4 5 6 7 8 11 14, siguiendo por Avenida de Madrid, Blondel, Avenida de Cataluña y Rambla de Aragón, parando en (Universitat 1) 1 3 5 6 7 11 12 13 14 17, (Ricard Viñes 1) 1 4 7 8 11 Wonder, (Sant Martí), Catedral de la Seu Vella de Lérida (Mercat del Pla/Seu a peu), (Seu Vella/ascensor), (Sanitat) 14 17, (Joc de la Bola) 10, bajando todo el Paseo de Ronda hasta subir al El castillo templario de Gardeny (siglo XII) (Castell de Gardeny), bajando hasta la Av. Alcalde Areny y cruzando el puente de la Universidad, pasando por Doctora Castells hasta los Campos elíseos (Camps Elisis 2) 5 6 y pasando por la Rambla de Ferran hasta (Estació Renfe 1).